# 綺羅羅的壽司
綺羅羅的壽司（江戸前鮨職人 きららの仕事）是由早川光原作、橋本孤藏作畫的料理漫畫。和以漫畫為原作的同名電視劇。

## 概要
2002年開始於集英社的第10號連載。由於雜誌休刊（同年第15號）而轉移至「Super Jump 」（第19號開始）連載。第一部於2007年第16號完結。番外編於同年第17號至第23號連載。第二部於2008年新年第1號（2007年12月12日發售）開始連載至2010年7號完結。
第一部單行本巳發行16冊，番外編單行本巳發行4冊，單行本的繁體中文版由台灣長鴻出版社發行。第二部日文版單行本巳發行7冊，但繁體中文版尚無的出版消息。

## 故事
在銀座的高級壽司店之間，近來傳出了「踢館」事件：一個可愛溫柔的年輕女孩，不但批評壽司店裡的東西不好吃，而且還憑自己的技巧讓壽司店的老師傅輸得無言以對。美食記者高野在不斷的追縱調查之後，發現在東京郊外的一家小壽司店裡，竟然培育出一位天才壽司師傅-海棠綺羅羅。

## 登場人物
- （海棠綺羅羅）
- 坂卷慶太
- 神原朱雀
- 高野有樹
- 龜山忠
- 秤谷小平治
- 藤原重光
- （馬修蘭）
- 篁舜光
- 英公子
- （峨峨蒼蒼太）
- 小南由希
- 北山翠峰
- 和久井五郎
- （塔多松岡）
- 北邑美和
- 永田龍兒
- 里見新一郎
- 海棠博章
- 海棠巳之吉

## 電視劇
於2005年5月25日播放兩小時的電視劇。

### 放映資料
- 2005年5月25日 21:00-22:54
- TBS系列

### 演出
- - 國仲涼子
- 坂卷慶太 - 保坂尚輝
- 高野有樹 - 勝村政信
- 龜岡忠 - 東貴博
- 藤原重光 - 鹿内孝
- - 波乃九里子
- 北山翠峰 - 長門裕之
- 服部幸應
- 秤屋小平治 - 田中邦衛

### 製作人員
- 編劇: 關根俊夫
- 導演: 森田光則
- 製作: 森田光則、倉貫健二郎

## 外部連結
- WATER - 原作者・早川光網站（日語）
- Super Jump 公式網站 （页面存档备份，存于）（日語）
- 江戸前鮨職人きららの仕事 - TBS公式網站（日語）